# 17 Regiment Pieszy Koronny
17 Regiment Pieszy Koronny – oddział piechoty armii koronnej wojska I Rzeczypospolitej.

## Formowanie i zmiany organizacyjne
Po wybuchu powstania kościuszkowskiego, w 1794 roku podjęto decyzję, że regularne wojsko powstania tworzone będzie na podstawie nie zrealizowanego etatu z 1792 roku. 17 regiment pieszy Koronny został sformowany w kwietniu 1794 z ochotników tzw. legionu Księstwa Mazowieckiego  i otrzymał nr 17. Korpus oficerski zasilili oficerowie rozwiązanego 2 batalionu lekkiej piechoty. W maju liczył zaledwie 250 żołnierzy. 
5 maja na skutek interwencji Kościuszki został przemianowany na regiment pieszy. Do 10 maja rekrutacja prowadzona była w części na zasadzie zaciągu ochotniczego. Rekruci i ochotnicy mieszkali w rozrzuconych po Warszawie kwaterach, wynajmowanych przez płk. Franciszka Rottenburga. Żołnierzy regimentu pilnowały patrole z gwardii pieszej, regimentów 5 i 10 oraz pułku 4 przedniej straży. Po przemianowaniu jednostki na regiment pieszy wolonterzy pouciekali, a oficerowie, którzy nie chcieli służyć w piechocie, odeszli. W sprawie rekrutacji interweniowała  RZT. Na jej polecenie Komisja Porządkowa Księstwa Mazowieckiego nakazała „ziemi marskiej” wydać regimentowi 200 kantonistów. 29 kwietnia regiment liczył 254 głowy i stacjonował w rejonie Bugo-Narwi z wicebrygadierem Janem Henrykiem Dąbrowskim. Ze względu na brak funduszy, 30 maja gen. lejtn. Mokronowiski wstrzymał dalszą rekrutację regimentu. 100 kantonistów zostało „zagarniętych” przez 5 regiment. 19 czerwca płk Rottenburg domagał się asygnaty na 300 kantonistów od ziemi nurskiej.
W połowie września w 8 kompaniach znajdowało się 322 szeregowych, w tym 41 pochodzenia szlacheckiego. W ostatnich dniach tego miesiaca regiment otrzymał uzupełnienia i  liczył wtedy 572 żołnierzy. Brakowało do kompletu 868. Wskutek dezercji ubyło z jednostki od połowy maja do końca września 120 szeregowych.

W pierwszym okresie dowodził jednostką płk Franciszek Rottenburg, a po jego dezercji płk Grzegorz Komarnicki. W regimencie służyli także: mjr Longeaux,  chor. Rembieliński, chor. Hemik.
Ze względu na brak funduszy, regiment do końca powstania nie uzyskał pełnego stanu. Jego liczebność nie przekroczyła ok. 600 oﬁcerów i żołnierzy.
Liczebność regimentu w marcu 1794 wynosiła 254, a we wrześniu 572 żołnierzy. Na uzbrojeniu regiment posiadał 500 karabinów.

## Działania regimentu
W maju regiment skierowany został w widły Narwi i Wisły pod Zegrze. Obsadził tu odcinek Narwi od Wisły do Dębego, a później do Serocka. Znajdował się w komendzie bryg. Piotra Jaźwińskiego. Jego zadaniem było, działając w składzie dywizji nadnarwiańskiej, osłaniać północno-wschodnie i wschodnie zaplecze Warszawy oraz komunikację z Litwą. Latem 1794 roku regiment wspierany przez pospolite ruszenie ziemi warszawskiej stoczył szereg drobnych potyczek z wojskami pruskimi. Po klęsce maciejowickiej Dywizja Nadnarwiańska została odcięta od Warszawy i zaatakowana od tyłu przez rosyjskie wojska gen. Ottona Derfeldena, a następnie rozbrojona przez Prusaków. 

## Żołnierze regimentu
Komendanci:
- płk Franciszek Rottenburg(inne języki)[3][c]
- płk Grzegorz Komarnicki[1]